# Tooryalai Wesa
 (juillet 2011).
Si vous disposez d'ouvrages ou d'articles de référence ou si vous connaissez des sites web de qualité traitant du thème abordé ici, merci de compléter l'article en donnant les références utiles à sa vérifiabilité et en les liant à la section « Notes et références ».
Tooryalai Wesa (pachtou: توريالی ویسا) est l'actuel gouverneur de la province de Kandahar. Il a succédé au général Rahmatullah Raufi en décembre 2008. Tooryalai Wesa est né et a grandi près de Kandahar. C'est un ami d'enfance du président afghan Hamid Karzai.

## Biographie
Avant sa nomination, il a travaillé à l’université de Kaboul pendant l’occupation soviétique. Parti au Canada avec sa famille en 1995, il a vécu à Coquitlam, où il a notamment occupé le poste de professeur associé à l’Université de la Colombie-Britannique. Il a obtenu la nationalité canadienne en 1998.
Tooryalai Wesa compte plusieurs années d’expérience en enseignement dans le domaine de l’agriculture. 
Il a échappé de justesse à une tentative d'assassinat le 27 novembre 2009, lorsqu'une bombe a endommagé son véhicule.